# Seznam latvijskih slikarjev
Seznam latvijskih slikarjev.

## B
- Aleksandra Belcova

## G
- Janis Gailis (1903–1975)

## J
- Jānis Jaunsudrabiņš

## O
- David Ozols

## P
- Miervaldis Polis
- Līga Purmale

## S
- Uga Skulme